# AIDC T-5 Brave Eagle
Il AIDC T-5 Brave Eagle è un aereo da addestramento avanzato, biposto, bireattore sviluppato dall'azienda aeronautica taiwanese Aerospace Industrial Development Corporation (AIDC) per le esigenze della ROCAF, l'Aeronautica militare di Taiwan.

## Storia del progetto
Se non diversamente indicato, i dati sono tratti da "aidc.com.tw"
Lo sviluppo di quello che allora era chiamato AJT (Advanced Jet Trainer) ebbe inizio il 7 febbraio 2017, quando, fu firmato l'accordo da 2,2 miliardi di dollari tra il National Chung Shan Institute of Science and Technology (NCSIST) e l'Aeronautica militare di Taiwan per l'inizio della progettazione del velivolo.
Successivamente, il 25 aprile 2017, il NCSIST, incaricò l'AIDC di costruire i primi aerei, processo di assemblaggio che ebbe inizio il 1 giugno 2018.
Simile nel design alla versione biposto del caccia di produzione indigena F-CK-1 Ching-kuo, l'AJT ha l'80% di nuovi componenti, tra cui nuovi materiali compositi, che ne hanno ridotto il peso, caratteristiche aerodinamiche migliorate come bassa resistenza all'aria e alto angolo di attacco.
Per soddisfare un requisito della ROCAF, la sezione trasversale dell'ala è stata modificata per abbassare la velocità di avvicinamento e aumentare la stabilità durante il volo a bassa velocità, il che consente ai piloti in addestramento di acquisire le abilità di volo di base e sviluppare abilità di combattimento in breve tempo. Ha una maggiore capacità di carburante in quanto risulta essere leggermente più grande del velivolo da cui deriva. Il carrello di atterraggio principali è stato riposizionato per rafforzare la stabilità durante il rullaggio. Inoltre, l'AJT e l'IDF condividono molti dei componenti del sistema, consentendo alla ROCAF di abbreviare la formazione dei piloti e ridurre i costi logistici e di manutenzione.
L'assemblaggio del primo prototipo richiese 480 giorni di lavoro che portarono il velivolo alla cerimonia di lancio svoltasi presso il complesso Sha-lu dell'Aerospace Industrial Development Corporation (AIDC) il 24 settembre 2019. La cerimonia è stata presenziata dal Presidente di Taiwan Tsai Ing-wen e vi parteciparono funzionari del Consiglio di sicurezza nazionale della ROC, del Ministero della difesa nazionale e del Ministero degli affari economici, nonché legislatori della ROC e rappresentanti illustri dell'industria aerospaziale nazionale e internazionale, nonché della stessa AIDC.
L'aereo si presentava dipinto con un'imponente livrea esterna che incorporava i colori rosso, bianco e blu della bandiera nazionale di Taiwan. Contestualmente, l'aereo fu ufficialmente nominato Yung-ying (Brave Eagle), nome che risultò vincitore dopo un concorso di votazione pubblica online.
Il 10 giugno 2020, il primo prototipo del Brave Eagle decollò per la prima volta dalla base aerea di Ching Chuan Kang vicino alla città di Taichung. Il volo durò 20 minuti, durante i quali, il T-5 non ritirò il carrello.
Il primo volo del secondo prototipo del Brave Eagle avvenne Il 25 dicembre 2020, anch'esso dalla base di Ching Chuan Kang e durò 15 minuti. Durante questo test fu comunicato che i due prototipi avrebbero eseguito test di valutazione fino a settembre 2021.
Il 2 marzo 2021, l'AIDC annunciò che il T-5 sarebbe stato presto consegnato all'Aeronautica della Repubblica Cinese (RoCAF) per sottoporlo a prove e valutazioni operative, dopodiché, solo alla fine di queste, si sarebbe stabilito l'inizio della produzione in serie dei primi dei 66 esemplari previsti.
Il primo esemplare di serie ha volato il 21 ottobre 2021.
Il 29 novembre 2021, con una cerimonia tenutasi sulla base aerea di Zhihang nella provincia di Taitung, è avvenuta la consegna del primo esemplare di serie all'Aeronautica taiwanese.

### Propulsione
Se non diversamente indicato, i dati sono tratti da "aidc.com.tw"
Come per la cellula, anche il motore deriva da quello dell'F-CK-1, ed è la turboventola Honeywell International F124-200TW, prodotta congiuntamente da AIDC e ITEC (International Turbine Engine Company). Presenti anche qui in due esemplari, queste forniscono una spinta di 27,8 kN, per una velocità massima di Ma 0,9 (1111 km/h in quota) senza postbruciatore.

### Avionica
Se non diversamente indicato, i dati sono tratti da "aidc.com.tw"
Il sistema di controllo del volo digitale e l'avionica multipla sono stati prodotti da società taiwanesi o in co-produzione con partner stranieri, il che garantisce che Taiwan abbia la capacità di aggiornare e modificare il software e l'hardware del velivolo.

## Utilizzatori
Taiwan
- Zhōnghuá Mínguó Kōngjūn

previsione di acquisto per 66 T-5. Il primo esemplare è stato consegnato il 29 novembre 2021.